# Przy pogrzebie rzecz

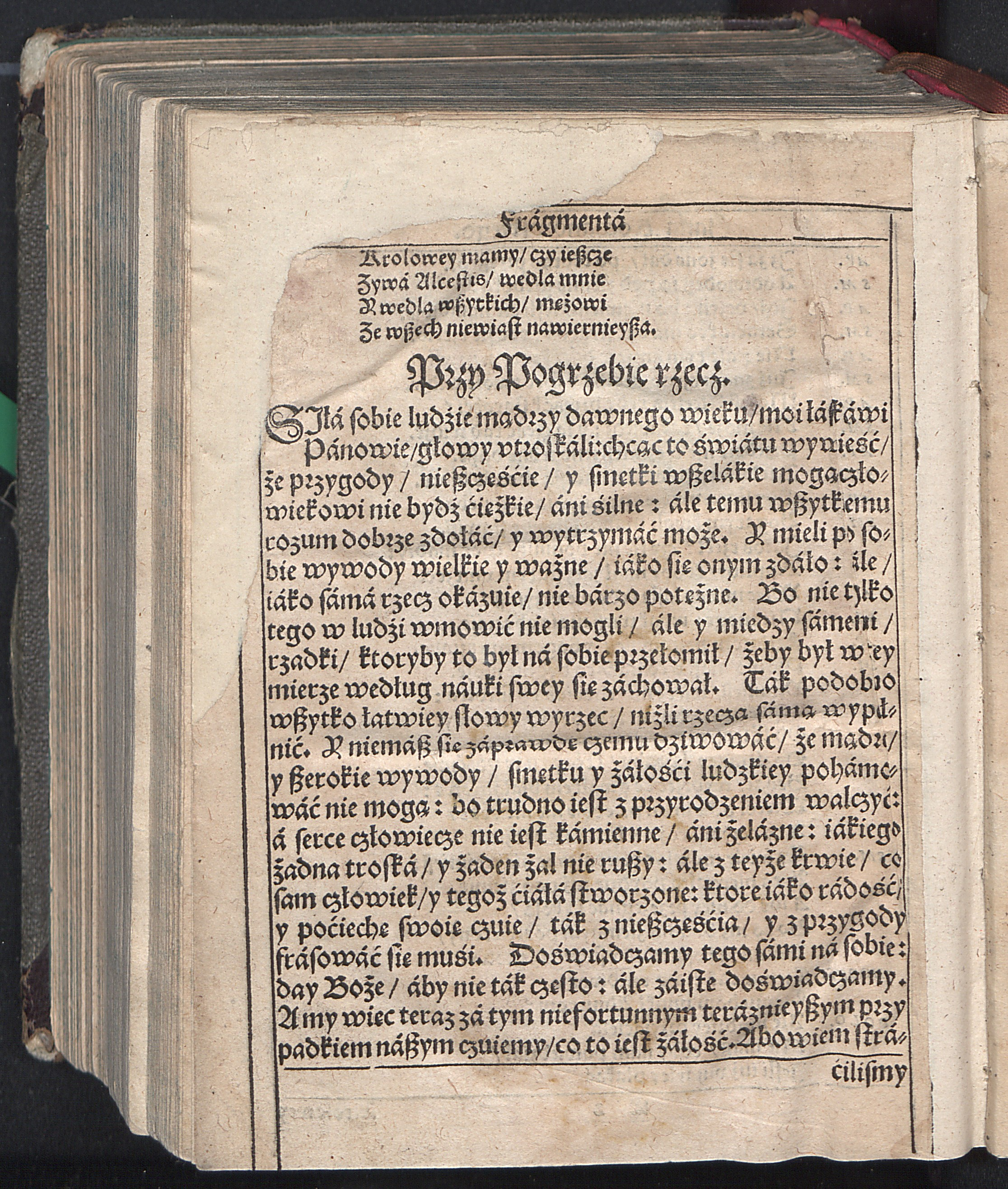
Przy pogrzebie rzecz (wyd .1617)

Przy pogrzebie rzecz – prozatorska mowa Jana Kochanowskiego poświęcona jego starszemu bratu Kasprowi Kochanowskiemu, zmarłemu w 1576. Utwór został opublikowany w pośmiertnym wydaniu dzieł Kochanowskiego Fragmenta albo pozostałe pisma z 1590.